# Square d'Alleray - La Quintinie
Le square d'Alleray - La Quintinie est un square du 15e arrondissement de Paris.

## Situation et accès
Il est situé entre la rue d'Alleray, la rue des Favorites et la rue La Quintinie.
Ce site est desservi par la ligne 12 à la station de métro Vaugirard.

## Historique
Il a été créé en 1981.